# Sezon 2020/2021 w klubowej europejskiej piłce siatkowej mężczyzn
Artykuł stanowi zestawienie rozgrywek ligowych lub mistrzowskich najwyższej klasy oraz pucharów i superpucharów organizowanych przez federacje zrzeszone w Europejskiej Konfederacji Piłki Siatkowej (CEV), a także rozgrywek regionalnych i europejskich pucharów w sezonie 2020/2021.
W Andorze, Liechtensteinie, Malcie, Monako oraz San Marino nie odbyły się żadne oficjalne seniorskie rozgrywki klubowe.

## Podsumowanie sezonu
obroniony tytuł z poprzedniego sezonu

### Europejskie puchary
| Rozgrywki        | Zwycięzca                          | Zwycięzca | Zwycięzca |
| ---------------- | ---------------------------------- | --------- | --------- |
| Liga Mistrzów    | Grupa Azoty ZAKSA Kędzierzyn-Koźle | (więcej)  | [ 1 ]     |
| Puchar CEV       | Dinamo Moskwa                      | (więcej)  | [ 2 ]     |
| Puchar Challenge | Allianz Milano                     | (więcej)  | [ 3 ]     |

### Rozgrywki regionalne
| Rozgrywki               | Zwycięzca          | Zwycięzca | Zwycięzca |
| ----------------------- | ------------------ | --------- | --------- |
| Puchar BVA              | Halkbank           | (więcej)  | [ 4 ]     |
| Liga Środkowoeuropejska | ACH Volley Lublana | (więcej)  | [ 5 ]     |
| Liga bałtycka           | Selver Tallinn     | (więcej)  | [ 6 ]     |

### Rozgrywki krajowe
| Państwo              | Mistrzostwo                | Mistrzostwo | Mistrzostwo | Zdobywca pucharu                   | Zdobywca pucharu | Zdobywca pucharu | Zdobywca superpucharu              | Zdobywca superpucharu | Zdobywca superpucharu |
| -------------------- | -------------------------- | ----------- | ----------- | ---------------------------------- | ---------------- | ---------------- | ---------------------------------- | --------------------- | --------------------- |
| Albania              | Partizani Tirana           | (więcej)    | [ 7 ]       | Partizani Tirana                   | (więcej)         | [ 8 ]            |                                    |                       |                       |
| Anglia               | —                          | —           | [ 9 ]       | —                                  | —                | [ 10 ]           |                                    |                       |                       |
| Armenia              | —                          | —           |             | FIMA                               | (więcej)         | [ 11 ]           |                                    |                       |                       |
| Austria              | UVC Holding Graz           | (więcej)    | [ 12 ]      | SK Zadruga Aich/Dob                | (więcej)         | [ 13 ]           |                                    |                       |                       |
| Azerbejdżan          | —                          | —           |             |                                    |                  |                  |                                    |                       |                       |
| Belgia               | Knack Roeselare            | (więcej)    |             | Knack Roeselare                    | (więcej)         | [ 14 ]           |                                    |                       |                       |
| Białoruś             | Szachcior Soligorsk        | (więcej)    | [ 15 ]      | Szachcior Soligorsk                | (więcej)         | [ 16 ]           | Szachcior Soligorsk                | (więcej)              | [ 17 ]                |
| Bośnia i Hercegowina | OK Mladost Brčko           | (więcej)    | [ 18 ]      | OK Mladost Brčko                   | (więcej)         | [ 19 ]           |                                    |                       |                       |
| Bułgaria             | Chebyr Pazardżik           | (więcej)    | [ 20 ]      | Neftochimik 2010 Burgas            | (więcej)         | [ 21 ]           | Neftochimik 2010 Burgas            | (więcej)              | [ 22 ]                |
| Chorwacja            | HAOK Mladost Zagrzeb       | (więcej)    | [ 23 ]      | MOK Mursa Osijek                   | (więcej)         | [ 24 ]           |                                    |                       |                       |
| Cypr                 | Omonia Nikozja             | (więcej)    | [ 25 ]      | Omonia Nikozja                     | (więcej)         | [ 26 ]           |                                    |                       |                       |
| Czarnogóra           | Budva                      | (więcej)    | [ 27 ]      | Budva                              | (więcej)         | [ 28 ]           |                                    |                       |                       |
| Czechy               | VK ČEZ Karlovarsko         | (więcej)    | [ 29 ]      | VK Dukla Liberec                   | (więcej)         | [ 30 ]           |                                    |                       |                       |
| Dania                | Gentofte Volley            | (więcej)    | [ 31 ]      | Middelfart VK                      | (więcej)         | [ 32 ]           |                                    |                       |                       |
| Estonia              | Bigbank Tartu              | (więcej)    | [ 33 ]      | Selver Tallinn                     | (więcej)         | [ 34 ]           |                                    |                       |                       |
| Finlandia            | Vammalan Lentopallo        | (więcej)    | [ 35 ]      | Vammalan Lentopallo                | (więcej)         | [ 36 ]           |                                    |                       |                       |
| Francja              | AS Cannes                  | (więcej)    | [ 37 ]      | —                                  | —                | [ 38 ]           |                                    |                       |                       |
| Gibraltar            | Thryft                     | (więcej)    | [ 39 ]      |                                    |                  |                  |                                    |                       |                       |
| Grecja               | Olympiakos SFP             | (więcej)    | [ 40 ]      | —                                  | —                |                  |                                    |                       |                       |
| Grenlandia           | GSS                        | (więcej)    | [ 41 ]      |                                    |                  |                  |                                    |                       |                       |
| Gruzja               | —                          | —           |             |                                    |                  |                  |                                    |                       |                       |
| Hiszpania            | CV Guaguas Las Palmas      | (więcej)    | [ 42 ]      | CV Guaguas Las Palmas              | (więcej)         | [ 43 ]           | CV Teruel                          | (więcej)              | [ 44 ]                |
| Holandia             | Draisma Dynamo Apeldoorn   | (więcej)    | [ 45 ]      | Amysoft Lycurgus Groningen         | (więcej)         | [ 46 ]           | Amysoft Lycurgus Groningen         | (więcej)              | [ 47 ]                |
| Irlandia             | —                          | (więcej)    | [ 48 ]      | —                                  | —                |                  |                                    |                       |                       |
| Irlandia Północna    | —                          | —           | [ 49 ]      | —                                  | —                | [ 49 ]           |                                    |                       |                       |
| Islandia             | Hamar                      | (więcej)    | [ 50 ]      | Hamar                              | (więcej)         | [ 51 ]           | KA                                 | (więcej)              | [ 52 ]                |
| Izrael               | Maccabi Yaadim Tel Awiw    | (więcej)    | [ 53 ]      | Maccabi Yaadim Tel Awiw            | (więcej)         | [ 54 ]           |                                    |                       |                       |
| Kosowo               | KV Peja                    | (więcej)    | [ 55 ]      | KV Peja                            | (więcej)         | [ 56 ]           |                                    |                       |                       |
| Litwa                | Amber-Arlanga Gorżdy       | (więcej)    | [ 57 ]      | Amber-Arlanga Gorżdy               | (więcej)         | [ 58 ]           |                                    |                       |                       |
| Luksemburg           | VC Strassen                | (więcej)    | [ 59 ]      | —                                  | —                |                  |                                    |                       |                       |
| Łotwa                | SK Jēkabpils Lūši          | (więcej)    | [ 60 ]      | —                                  | —                | [ 61 ]           | SK Jēkabpils Lūši                  | (więcej)              | [ 62 ]                |
| Macedonia Północna   | Gio Strumica               | (więcej)    | [ 63 ]      | Gio Strumica                       | (więcej)         | [ 64 ]           |                                    |                       |                       |
| Mołdawia             | SKA Bendery                | (więcej)    | [ 65 ]      | —                                  | —                |                  |                                    |                       |                       |
| Niemcy               | Berlin Recycling Volleys   | (więcej)    | [ 66 ]      | United Volleys Frankfurt           | (więcej)         | [ 67 ]           | Berlin Recycling Volleys           | (więcej)              | [ 68 ]                |
| Norwegia             | —                          | (więcej)    | [ 69 ]      | Førde VBK                          | (więcej)         | [ 70 ]           |                                    |                       |                       |
| Polska               | Jastrzębski Węgiel         | (więcej)    | [ 71 ]      | Grupa Azoty ZAKSA Kędzierzyn-Koźle | (więcej)         | [ 72 ]           | Grupa Azoty ZAKSA Kędzierzyn-Koźle | (więcej)              | [ 73 ]                |
| Portugalia           | SL Benfica                 | (więcej)    | [ 74 ]      | Sporting CP                        | (więcej)         | [ 75 ]           | SL Benfica                         | (więcej)              | [ 76 ]                |
| Rosja                | Dinamo Moskwa              | (więcej)    | [ 77 ]      | Dinamo Moskwa                      | (więcej)         | [ 78 ]           | Zenit Kazań                        | (więcej)              | [ 79 ]                |
| Rumunia              | CSM Arcada Galați          | (więcej)    | [ 80 ]      | Dinamo Bukareszt                   | (więcej)         | [ 81 ]           |                                    |                       |                       |
| Serbia               | Vojvodina NS seme Nowy Sad | (więcej)    | [ 82 ]      | Ribnica Kraljevo                   | (więcej)         | [ 83 ]           | Vojvodina NS seme Nowy Sad         | (więcej)              | [ 84 ]                |
| Słowacja             | Rieker UJS Komárno         | (więcej)    | [ 85 ]      | VK Mirad UNIPO Prešov              | (więcej)         | [ 86 ]           |                                    |                       |                       |
| Słowenia             | Merkur Maribor             | (więcej)    | [ 87 ]      | Calcit Kamnik                      | (więcej)         | [ 88 ]           |                                    |                       |                       |
| Szkocja              | —                          | —           |             | —                                  | —                |                  |                                    |                       |                       |
| Szwajcaria           | Chênois Genève Volleyball  | (więcej)    | [ 89 ]      | TSV Jona Volleyball                | (więcej)         | [ 90 ]           | Lindaren Volley Luzern             | (więcej)              | [ 91 ]                |
| Szwecja              | Hylte/Halmstad VBK         | (więcej)    | [ 92 ]      |                                    |                  |                  |                                    |                       |                       |
| Turcja               | Ziraat Bankkart            | (więcej)    | [ 93 ]      | Spor Toto                          | (więcej)         | [ 94 ]           | Fenerbahçe HDI Sigorta             | (więcej)              | [ 95 ]                |
| Ukraina              | Barkom-Każany Lwów         | (więcej)    | [ 96 ]      | Barkom-Każany Lwów                 | (więcej)         | [ 97 ]           | Barkom-Każany Lwów                 | (więcej)              | [ 98 ]                |
| Węgry                | LV Sport Pénzügyőr SE      | (więcej)    | [ 99 ]      | LV Sport Pénzügyőr SE              | (więcej)         | [ 100 ]          |                                    |                       |                       |
| Włochy               | Cucine Lube Civitanova     | (więcej)    | [ 101 ]     | Cucine Lube Civitanova             | (więcej)         | [ 102 ]          | Sir Safety Conad Perugia           | (więcej)              | [ 103 ]               |
| Wyspy Owcze          | Mjølnir                    | (więcej)    | [ 104 ]     | ÍF                                 | (więcej)         | [ 105 ]          | SÍ                                 | (więcej)              | [ 106 ]               |

## Europejskie puchary i rozgrywki regionalne

### Europejskie puchary
| Nazwa rozgrywek  | I miejsce                          | II miejsce       | Tytuł | Poprzedni tytuł |
| ---------------- | ---------------------------------- | ---------------- | ----- | --------------- |
| Liga Mistrzów    | Grupa Azoty ZAKSA Kędzierzyn-Koźle | Itas Trentino    | 1.    | —               |
| Puchar CEV       | Dinamo Moskwa                      | Zenit Petersburg | 3.    | 2014/2015       |
| Puchar Challenge | Allianz Milano                     | Ziraat Bankası   | 1.    | —               |

### Rozgrywki regionalne
| Nazwa rozgrywek         | I miejsce          | II miejsce     | Tytuł | Poprzedni tytuł |
| ----------------------- | ------------------ | -------------- | ----- | --------------- |
| Puchar BVA              | Halkbank           | KV Ferizaj     | 1.    | —               |
| Liga Środkowoeuropejska | ACH Volley Lublana | Merkur Maribor | 11.   | 2019/2020       |
| Credit24 Meistriliiga   | Selver Tallinn     | Saaremaa VK    | 7.    | 2013/2014       |

## Rozgrywki krajowe

### Rozgrywki ligowe / mistrzowskie
| Państwo              | Oficjalna nazwa rozgrywek       | I miejsce                                                               | II miejsce                                                              | Tytuł                                                                   | Poprzedni tytuł                                                         |
| -------------------- | ------------------------------- | ----------------------------------------------------------------------- | ----------------------------------------------------------------------- | ----------------------------------------------------------------------- | ----------------------------------------------------------------------- |
| Albania              | Kampionati kombetar             | Partizani Tirana                                                        | Erzeni                                                                  | 15.                                                                     | 2018/2019                                                               |
| Anglia               | Super League                    | Z powodu pandemii COVID-19 rozgrywki nie odbyły się.                    | Z powodu pandemii COVID-19 rozgrywki nie odbyły się.                    | Z powodu pandemii COVID-19 rozgrywki nie odbyły się.                    | Z powodu pandemii COVID-19 rozgrywki nie odbyły się.                    |
| Armenia              | Mistrzostwa Armenii             | Z powodu pandemii COVID-19 rozgrywki nie odbyły się.                    | Z powodu pandemii COVID-19 rozgrywki nie odbyły się.                    | Z powodu pandemii COVID-19 rozgrywki nie odbyły się.                    | Z powodu pandemii COVID-19 rozgrywki nie odbyły się.                    |
| Austria              | DenizBank AG Volley League      | UVC Holding Graz                                                        | SK Zadruga Aich/Dob                                                     | 1.                                                                      | —                                                                       |
| Azerbejdżan          | Yüksək Liqa                     | Z powodu pandemii COVID-19 rozgrywki nie odbyły się.                    | Z powodu pandemii COVID-19 rozgrywki nie odbyły się.                    | Z powodu pandemii COVID-19 rozgrywki nie odbyły się.                    | Z powodu pandemii COVID-19 rozgrywki nie odbyły się.                    |
| Belgia               | EuroMillions Volley League      | Knack Roeselare                                                         | Greenyard Maaseik                                                       | 12.                                                                     | 2016/2017                                                               |
| Białoruś             | Wyszejszaja liha                | Szachcior Soligorsk                                                     | Stroitiel Mińsk                                                         | 5.                                                                      | 2019/2020                                                               |
| Bośnia i Hercegowina | Premijer liga                   | OK Mladost Brčko                                                        | HOK Domaljevac                                                          | 7.                                                                      | 2018/2019                                                               |
| Bułgaria             | Superliga                       | Chebyr Pazardżik                                                        | Neftochimik 2010 Burgas                                                 | 1.                                                                      | —                                                                       |
| Chorwacja            | Superliga                       | HAOK Mladost Zagrzeb                                                    | MOK Mursa Osijek                                                        | 20.                                                                     | 2018/2019                                                               |
| Cypr                 | Protatlima OPAP A΄ katigorias   | Omonia Nikozja                                                          | Green Air Pafiakos Pafos                                                | 5.                                                                      | 2018/2019                                                               |
| Czarnogóra           | Prva liga                       | Budva                                                                   | Budućnost Podgorica                                                     | 3.                                                                      | 2019/2020                                                               |
| Czechy               | UNIQA volejbalová extraliga     | VK ČEZ Karlovarsko                                                      | VK Jihostroj České Budějovice                                           | 2.                                                                      | 2017/2018                                                               |
| Dania                | VolleyLigaen                    | Gentofte Volley                                                         | Marienlyst Odense                                                       | 9.                                                                      | 2019/2020                                                               |
| Estonia              | Eesti meistrivõistlused         | Bigbank Tartu                                                           | Saaremaa VK                                                             | 4.                                                                      | 2014                                                                    |
| Finlandia            | Mestaruusliiga                  | Vammalan Lentopallo                                                     | Savo Volley                                                             | 6.                                                                      | 2018/2019                                                               |
| Francja              | Ligue A                         | AS Cannes                                                               | Chaumont VB 52 Haute-Marne                                              | 10.                                                                     | 2004/2005                                                               |
| Gibraltar            | Gib Oil League                  | Thryft                                                                  | GIB Polonia VC                                                          | bd.                                                                     | bd.                                                                     |
| Grecja               | Volley League                   | Olympiakos SFP                                                          | AO Foinikas ONEX Syros                                                  | 30.                                                                     | 2018/2019                                                               |
| Grenlandia           | GM                              | GSS                                                                     | KT-VI                                                                   | 17.                                                                     | 2019                                                                    |
| Gruzja               | Umaglesi Liga                   | Z powodu pandemii COVID-19 rozgrywki nie odbyły się.                    | Z powodu pandemii COVID-19 rozgrywki nie odbyły się.                    | Z powodu pandemii COVID-19 rozgrywki nie odbyły się.                    | Z powodu pandemii COVID-19 rozgrywki nie odbyły się.                    |
| Hiszpania            | Superliga                       | CV Guaguas Las Palmas                                                   | Unicaja Costa de Almería                                                | 1.                                                                      | —                                                                       |
| Holandia             | Eredivisie                      | Draisma Dynamo Apeldoorn                                                | Amysoft Lycurgus Groningen                                              | 13.                                                                     | 2009/2010                                                               |
| Irlandia             | Premier League                  | Z powodu pandemii COVID-19 rozgrywki zostały przerwane i niedokończone. | Z powodu pandemii COVID-19 rozgrywki zostały przerwane i niedokończone. | Z powodu pandemii COVID-19 rozgrywki zostały przerwane i niedokończone. | Z powodu pandemii COVID-19 rozgrywki zostały przerwane i niedokończone. |
| Irlandia Północna    | Premier League                  | Z powodu pandemii COVID-19 rozgrywki nie odbyły się.                    | Z powodu pandemii COVID-19 rozgrywki nie odbyły się.                    | Z powodu pandemii COVID-19 rozgrywki nie odbyły się.                    | Z powodu pandemii COVID-19 rozgrywki nie odbyły się.                    |
| Islandia             | Mizunodeild                     | Hamar                                                                   | KA                                                                      | 1.                                                                      | —                                                                       |
| Izrael               | Superliga                       | Maccabi Yaadim Tel Awiw                                                 | Hapoel Matte Aszer                                                      | 12.                                                                     | 2016/2017                                                               |
| Kosowo               | Superliga                       | KV Peja                                                                 | KV Drita                                                                | 4.                                                                      | 2017/2018                                                               |
| Litwa                | TOP SPORT Lietuvos čempionatas  | Amber-Arlanga Gorżdy                                                    | RIO-Startas Kowno                                                       | 2.                                                                      | 2018/2019                                                               |
| Luksemburg           | Novotel-Ligue                   | VC Strassen                                                             | VC Lorentzweiler                                                        | 15.                                                                     | 2016/2017                                                               |
| Łotwa                | Latvijas čempionāts             | SK Jēkabpils Lūši                                                       | RTU Robežsardze/Jūrmala                                                 | 3.                                                                      | 2019                                                                    |
| Macedonia Północna   | Prwa liga                       | Gio Strumica                                                            | Universiteti i Tetovës                                                  | 8.                                                                      | 2018/2019                                                               |
| Mołdawia             | Campionatul Moldovei            | SKA Bendery                                                             | Olimp Moldova-USM Kiszyniów                                             | 1.                                                                      | —                                                                       |
| Niemcy               | 1. Bundesliga                   | Berlin Recycling Volleys                                                | VfB Friedrichshafen                                                     | 11.                                                                     | 2018/2019                                                               |
| Norwegia             | Mizunoligaen                    | Z powodu pandemii COVID-19 rozgrywki zostały przerwane i niedokończone. | Z powodu pandemii COVID-19 rozgrywki zostały przerwane i niedokończone. | Z powodu pandemii COVID-19 rozgrywki zostały przerwane i niedokończone. | Z powodu pandemii COVID-19 rozgrywki zostały przerwane i niedokończone. |
| Polska               | PlusLiga                        | Jastrzębski Węgiel                                                      | Grupa Azoty ZAKSA Kędzierzyn-Koźle                                      | 2.                                                                      | 2003/2004                                                               |
| Portugalia           | I Divisão                       | SL Benfica                                                              | AJ Fonte Bastardo                                                       | 9.                                                                      | 2018/2019                                                               |
| Rosja                | Superliga                       | Dinamo Moskwa                                                           | Zenit Petersburg                                                        | 3.                                                                      | 2007/2008                                                               |
| Rumunia              | Divizia A1                      | CSM Arcada Galați                                                       | CSS CNE LAPI Dej–SCM Zalău                                              | 3.                                                                      | 2019/2020                                                               |
| Serbia               | BPŠ Superliga                   | Vojvodina NS seme Nowy Sad                                              | Ribnica Kraljevo                                                        | 6.                                                                      | 2019/2020                                                               |
| Słowacja             | Extraliga                       | Rieker UJS Komárno                                                      | TJ Spartak Myjava                                                       | 1.                                                                      | —                                                                       |
| Słowenia             | Sportklub prva odbojkarska liga | Merkur Maribor                                                          | ACH Volley Lublana                                                      | 3.                                                                      | 1992/1993                                                               |
| Szkocja              | Premier League                  | Z powodu pandemii COVID-19 rozgrywki nie odbyły się.                    | Z powodu pandemii COVID-19 rozgrywki nie odbyły się.                    | Z powodu pandemii COVID-19 rozgrywki nie odbyły się.                    | Z powodu pandemii COVID-19 rozgrywki nie odbyły się.                    |
| Szwajcaria           | Nationalliga A                  | Chênois Genève Volleyball                                               | Lindaren Volley Amriswil                                                | 7.                                                                      | 2011/2012                                                               |
| Szwecja              | Elitserien                      | Hylte/Halmstad VBK                                                      | Falkenbergs VBK                                                         | 9.                                                                      | 2017/2018                                                               |
| Turcja               | AXA Sigorta Efeler Ligi         | Ziraat Bankkart                                                         | Fenerbahçe HDI Sigorta                                                  | 1.                                                                      | —                                                                       |
| Ukraina              | Superliga                       | Barkom-Każany Lwów                                                      | Epicentr-Podolany Horodok                                               | 3.                                                                      | 2018/2019                                                               |
| Węgry                | Extraliga                       | LV Sport Pénzügyőr SE                                                   | Fino Kaposvár SE                                                        | 1.                                                                      | —                                                                       |
| Włochy               | Superlega Credem Banca          | Cucine Lube Civitanova                                                  | Sir Safety Conad Perugia                                                | 6.                                                                      | 2018/2019                                                               |
| Wyspy Owcze          | Meistaradeild                   | Mjølnir                                                                 | ÍF                                                                      | 11.                                                                     | 2019/2020                                                               |

### Rozgrywki pucharowe
| Państwo              | Rozgrywki    | I miejsce                                            | II miejsce                                           | Tytuł                                                | Poprzedni tytuł                                      |
| -------------------- | ------------ | ---------------------------------------------------- | ---------------------------------------------------- | ---------------------------------------------------- | ---------------------------------------------------- |
| Albania              | Puchar       | Partizani Tirana                                     | Erzeni                                               | 13.                                                  | 2019/2020                                            |
| Anglia               | Puchar       | Z powodu pandemii COVID-19 rozgrywki nie odbyły się. | Z powodu pandemii COVID-19 rozgrywki nie odbyły się. | Z powodu pandemii COVID-19 rozgrywki nie odbyły się. | Z powodu pandemii COVID-19 rozgrywki nie odbyły się. |
| Armenia              | Puchar       | FIMA                                                 | KhMOMM                                               | bd.                                                  | 2019                                                 |
| Austria              | Puchar       | SK Zadruga Aich/Dob                                  | VCA Amstetten Niederösterreich                       | 1.                                                   | —                                                    |
| Belgia               | Puchar       | Knack Roeselare                                      | Greenyard Maaseik                                    | 14.                                                  | 2019/2020                                            |
| Białoruś             | Puchar       | Szachcior Soligorsk                                  | Stroitiel Mińsk                                      | 3.                                                   | 2019                                                 |
| Białoruś             | Superpuchar  | Szachcior Soligorsk                                  | Stroitiel Mińsk                                      | 3.                                                   | 2019                                                 |
| Bośnia i Hercegowina | Puchar       | OK Mladost Brčko                                     | HOK Domaljevac                                       | 7.                                                   | 2018/2019                                            |
| Bułgaria             | Puchar       | Neftochimik 2010 Burgas                              | Dobrudża 07 Dobricz                                  | 5.                                                   | 2017/2018                                            |
| Bułgaria             | Superpuchar  | Neftochimik 2010 Burgas                              | Chebyr Pazardżik                                     | 4.                                                   | 2018                                                 |
| Chorwacja            | Puchar       | MOK Mursa Osijek                                     | OK Ribola Kaštela                                    | 2.                                                   | 2011                                                 |
| Cypr                 | Puchar       | Omonia Nikozja                                       | Enosis Neon Paralimni                                | 7.                                                   | 2018/2019                                            |
| Czarnogóra           | Puchar       | Budva                                                | Budućnost Podgorica                                  | 3.                                                   | 2019/2020                                            |
| Czechy               | Puchar       | VK Dukla Liberec                                     | VK ČEZ Karlovarsko                                   | 10.                                                  | 2017/2018                                            |
| Dania                | Puchar       | Middelfart VK                                        | Gentofte Volley                                      | 4.                                                   | 1980/1981                                            |
| Estonia              | Puchar       | Selver Tallinn                                       | Bigbank Tartu                                        | 6.                                                   | 2011                                                 |
| Finlandia            | Puchar       | Vammalan Lentopallo                                  | Hurrikaani-Loimaa                                    | 6.                                                   | 2019/2020                                            |
| Francja              | Puchar       | Z powodu pandemii COVID-19 rozgrywki nie odbyły się. | Z powodu pandemii COVID-19 rozgrywki nie odbyły się. | Z powodu pandemii COVID-19 rozgrywki nie odbyły się. | Z powodu pandemii COVID-19 rozgrywki nie odbyły się. |
| Grecja               | Puchar       | Z powodu pandemii COVID-19 rozgrywki nie odbyły się. | Z powodu pandemii COVID-19 rozgrywki nie odbyły się. | Z powodu pandemii COVID-19 rozgrywki nie odbyły się. | Z powodu pandemii COVID-19 rozgrywki nie odbyły się. |
| Grecja               | Puchar Ligi  | AO Foinikas ONEX Syros                               | APS Filipos Weria                                    | 2.                                                   | 2011/2012                                            |
| Hiszpania            | Puchar Króla | CV Guaguas Las Palmas                                | Urbia U Energia Vóley Palma                          | 1.                                                   | —                                                    |
| Hiszpania            | Superpuchar  | CV Teruel                                            | Unicaja Costa de Almería                             | 9.                                                   | 2019                                                 |
| Holandia             | Puchar       | Amysoft Lycurgus Groningen                           | Draisma Dynamo Apeldoorn                             | 3.                                                   | 2019/2020                                            |
| Holandia             | Superpuchar  | Amysoft Lycurgus Groningen                           | Active Living Orion Doetinchem                       | 5.                                                   | 2018                                                 |
| Irlandia             | Puchar       | Z powodu pandemii COVID-19 rozgrywki nie odbyły się. | Z powodu pandemii COVID-19 rozgrywki nie odbyły się. | Z powodu pandemii COVID-19 rozgrywki nie odbyły się. | Z powodu pandemii COVID-19 rozgrywki nie odbyły się. |
| Irlandia Północna    | Puchar       | Z powodu pandemii COVID-19 rozgrywki nie odbyły się. | Z powodu pandemii COVID-19 rozgrywki nie odbyły się. | Z powodu pandemii COVID-19 rozgrywki nie odbyły się. | Z powodu pandemii COVID-19 rozgrywki nie odbyły się. |
| Islandia             | Puchar       | Hamar                                                | Afturelding                                          | 1.                                                   | —                                                    |
| Islandia             | Superpuchar  | KA                                                   | Afturelding                                          | 3.                                                   | 2019                                                 |
| Izrael               | Puchar       | Maccabi Yaadim Tel Awiw                              | Hapoel Jo’aw Kefar Sawa                              | 8.                                                   | 2011/2012                                            |
| Kosowo               | Puchar       | KV Peja                                              | KV Ferizaj                                           | bd.                                                  | 2015/2016                                            |
| Litwa                | Puchar       | Amber-Arlanga Gorżdy                                 | Sūduva Mariampol                                     | 3.                                                   | 2019                                                 |
| Luksemburg           | Puchar       | Z powodu pandemii COVID-19 rozgrywki nie odbyły się. | Z powodu pandemii COVID-19 rozgrywki nie odbyły się. | Z powodu pandemii COVID-19 rozgrywki nie odbyły się. | Z powodu pandemii COVID-19 rozgrywki nie odbyły się. |
| Łotwa                | Puchar       | Z powodu pandemii COVID-19 rozgrywki nie odbyły się. | Z powodu pandemii COVID-19 rozgrywki nie odbyły się. | Z powodu pandemii COVID-19 rozgrywki nie odbyły się. | Z powodu pandemii COVID-19 rozgrywki nie odbyły się. |
| Łotwa                | Superpuchar  | SK Jēkabpils Lūši                                    | RTU Robežsardze/Jūrmala                              | 1.                                                   | —                                                    |
| Macedonia Północna   | Puchar       | Gio Strumica                                         | Universiteti i Tetovës                               | 8.                                                   | 2018/2019                                            |
| Mołdawia             | Puchar       | Z powodu pandemii COVID-19 rozgrywki nie odbyły się. | Z powodu pandemii COVID-19 rozgrywki nie odbyły się. | Z powodu pandemii COVID-19 rozgrywki nie odbyły się. | Z powodu pandemii COVID-19 rozgrywki nie odbyły się. |
| Niemcy               | Puchar       | United Volleys Frankfurt                             | Netzhoppers KW-Bestensee                             | 1.                                                   | —                                                    |
| Niemcy               | Superpuchar  | Berlin Recycling Volleys                             | United Volleys Frankfurt                             | 2.                                                   | 2019                                                 |
| Norwegia             | Puchar / NM  | Førde VBK                                            | TIF Viking Bergen                                    | 6.                                                   | 2019/2020                                            |
| Polska               | Puchar       | Grupa Azoty ZAKSA Kędzierzyn-Koźle                   | Jastrzębski Węgiel                                   | 8.                                                   | 2018/2019                                            |
| Polska               | Superpuchar  | Grupa Azoty ZAKSA Kędzierzyn-Koźle                   | PGE Skra Bełchatów                                   | 2.                                                   | 2019                                                 |
| Portugalia           | Puchar       | Sporting CP                                          | SL Benfica                                           | 4.                                                   | 1994/1995                                            |
| Portugalia           | Superpuchar  | SL Benfica                                           | SC Espinho                                           | 9.                                                   | 2019                                                 |
| Rosja                | Puchar       | Dinamo Moskwa                                        | Zenit Petersburg                                     | 3.                                                   | 2008                                                 |
| Rosja                | Superpuchar  | Zenit Kazań                                          | Lokomotiw Nowosybirsk                                | 8.                                                   | 2018                                                 |
| Rumunia              | Puchar       | Dinamo Bukareszt                                     | SCMU Craiova                                         | bd.                                                  | 2018/2019                                            |
| Serbia               | Puchar       | Ribnica Kraljevo                                     | Radnički Kragujevac                                  | 1.                                                   | —                                                    |
| Serbia               | Superpuchar  | Vojvodina NS seme Nowy Sad                           | Partizan Soccer Belgrad                              | 3.                                                   | 2019                                                 |
| Słowacja             | Puchar       | VK Mirad UNIPO Prešov                                | TJ Slávia Svidník                                    | 4.                                                   | 2017                                                 |
| Słowenia             | Puchar       | Calcit Kamnik                                        | ACH Volley Lublana                                   | 4.                                                   | 2016/2017                                            |
| Szkocja              | Puchar       | Z powodu pandemii COVID-19 rozgrywki nie odbyły się. | Z powodu pandemii COVID-19 rozgrywki nie odbyły się. | Z powodu pandemii COVID-19 rozgrywki nie odbyły się. | Z powodu pandemii COVID-19 rozgrywki nie odbyły się. |
| Szwajcaria           | Puchar       | TSV Jona Volleyball                                  | Volley Schönenwerd                                   | 1.                                                   | —                                                    |
| Szwajcaria           | Superpuchar  | Lindaren Volley Luzern                               | Lausanne UC                                          | 1.                                                   | —                                                    |
| Szwecja              | Grand Prix   | Hylte/Halmstad VBK                                   | Sollentuna VK                                        | 6.                                                   | 2013                                                 |
| Turcja               | Puchar       | Spor Toto                                            | Halkbank                                             | 1.                                                   | —                                                    |
| Turcja               | Superpuchar  | Fenerbahçe HDI Sigorta                               | Arkas Spor Izmir                                     | 4.                                                   | 2017                                                 |
| Ukraina              | Puchar       | Barkom-Każany Lwów                                   | Żytyczi-PNU Żytomierz                                | 4.                                                   | 2018/2019                                            |
| Ukraina              | Superpuchar  | Barkom-Każany Lwów                                   | Żytyczi-PNU Żytomierz                                | 4.                                                   | 2019                                                 |
| Węgry                | Puchar       | LV Sport Pénzügyőr SE                                | Fino Kaposvár SE                                     | 2.                                                   | 2019/2020                                            |
| Włochy               | Puchar       | Cucine Lube Civitanova                               | Sir Safety Conad Perugia                             | 7.                                                   | 2019/2020                                            |
| Włochy               | Superpuchar  | Sir Safety Conad Perugia                             | Cucine Lube Civitanova                               | 3.                                                   | 2019                                                 |
| Wyspy Owcze          | Puchar       | ÍF                                                   | Mjølnir                                              | 9.                                                   | 2016                                                 |
| Wyspy Owcze          | Superpuchar  | SÍ                                                   | Mjølnir                                              | 1.                                                   | —                                                    |